# Смогитель Вадим Володимирович
Вади́м Володи́мирович Смоги́тель (* 1 квітня 1939, Одеса) — український композитор.

## З життєпису
У часі Другої світової війни з матір'ю переїхали до Жмеринки. Навчався у 1955—1959 роках в київському училищі ім. Глієра, 1959—1964 в Київській консерваторії. З консерваторії вигнали за «націоналістичний ухил», вимагаючи «признатися» в протидержавній ролі Світличного.
У 1970-х пісні в його обробці виконувала Ніна Матвієнко. Відбув ув'язнення в Херсонській області, у Старій Збурівці — в 1977—1980 роках — з політичних мотивів. 13 грудня 1977 біля будинку, де він проживав, йому під ноги впав чоловік, схопився й закричав: «За что ты меня ударил?»; напоготові стояла міліцейська машина, знайшлося вісім свідків. Не вважаючи себе винним, оголошує голодівку, яку тримав 29 діб (в інших джерелах — аж до суду, 53 доби); годували примусово через шланг. Привозили літаком дружину, щоби умовила його визнати вину. Платню за роботу не нараховували, не міг купувати додаткових продуктів харчування, оголошує страйк, отримав 10 діб холодного карцеру; витримав, постійно рухаючись. Після виходу з карцеру в'язні зустріли його, як переможця — простелили під ноги білий рушник. Пережив в ув'язненні крововилив у мозок. Звільнений з приміткою «Склонен к антисоветским измышлениям».
21 жовтня 1989 року обійняв посаду секретаря УНП.
З 1990 — у США, попервах ним опікувався Тереля Йосип, прожив там 15 років та повернувся: «переконався, що жити українському митцеві не в Україні безглуздо».
Відремонтував хату й живе у Жмеринці. Не реабілітований — кримінальна справа по закінченню терміну зберігання — 15 років — знищена, тому судові органи відмовляються її переглядати.
Автор таких творів:
- «Нічні роздуми» — на слова І. Франка,
- «Літа молодії» — на власний текст,
- соната для флейти і фортепіано,
- пісні на слова І. Світличного, М. Воробйова, В. Барки, Я. Лесіва, Є. Маланюка;
- музика до кінофільму «Русалчин тиждень» (1988, з Ніною Матвієнко).

Дружина — Галина Ріпа, вчителька (померла 1985), виростили сина Володимира — закінчив університет у США, але набув українське громадянство.